# Percy Sherwood
Percy Sherwood, född den 23 maj 1866 i Dresden, död den 15 maj 1939 i London, var en engelsk-tysk musiker.
Sherwood fick sin utbildning i hemstaden, där han blev kvar som lärare vid konservatoriet. Kort före första världskrigets utbrott flyttade han och hans fru till det land där han var medborgare. Sherwood vann Mendelssohnpriset (1889) och skrev en rad instrumentalverk (symfonier, uvertyr, klaverkonsert, violin- och cellosonater med mera).